# Pietro Barsanti
Pour les articles homonymes, voir Barsanti.
Pietro Barsanti (né le 30 juillet 1849 à Borgo a Mozzano, dans le Grand-duché de Toscane, mort à Milan le 27 août 1870) est un militaire  italien.
Il soutient les idées républicaines et est condamné à mort pour avoir organisé une action insurrectionnelle contre la monarchie de Savoie. Il est considéré comme le premier martyr de la République italienne,.

## Biographie
Pietro Barsanti est né à Gioviano, frazione de Borgo a Mozzano (province de Lucques), de Vincenzo et Teresa. Il reçoit une éducation religieuse auprès des  clercs réguliers de la Mère de Dieu puis il entre dans le collège militaire delle Poverine de Florence, puis dans l'école militaire de Maddaloni. Il s'enrôle dans l'armée et il obtient le grade de caporal. Il est envoyé à Reggio de Calabre où il adhère à l’Alleanza Repubblicana Universale (Alliance républicaine universelle), société fondée par Giuseppe Mazzini. Barsanti prend du service auprès de la caserne de Lino comme officier de piquet.
Lorsque débutent les rébellions pro-mazziniennes dans la péninsule qui s'opposent à la monarchie et revendiquent Rome comme capitale de l'Italie, la caserne de Pavie est, elle-aussi, attaquée le matin du 24 mars 1870 par une quarantaine d'insurgés aux cris de « À bas la monarchie, vive la république, vive Rome ». Barsanti refuse d'intervenir contre les rebelles et, avec l'aide de plusieurs complices, il séquestre des sous-officiers, empêchant ainsi la répression. Après l'échec de la révolte, certains de ses complices, qui ont favorisé l'assaut, s'enfuient. Barsanti reste sur place avec quelques hommes dont le sergent Nicola Pernice. Ils sont arrêtés et accusés de haute trahison.
Conduits à Milan, ils sont jugés par le tribunal militaire. Pernice est condamné à 20 ans de réclusion tandis que Barsanti et neuf autres accusés sont condamnés à la peine capitale, le 20 mai 1870. Les peines étant jugées excessives au regard des faits, des initiatives de soutien s'organisent ainsi la marquise Anna Pallavicino Trivulzio (épouse de Giorgio) recueille 40 000 signatures de femmes qu'elle veut présenter au roi Victor-Emmanuel II pour invoquer sa grâce qui est refusé par le Conseil des ministres le 18 août.
Le Premier ministre Giovanni Lanza, propose au monarque de ne pas recevoir la marquise, venue spécialement à Florence, avis qu'il suit. Cette attitude déçoit le couple Pallavicino Trivulzio, le marquis restitue le collier de l'Ordre suprême de la Très Sainte Annonciade dont il avait été honoré. Le 27 août, Barsanti est conduit devant le peloton d'exécution où il refuse les réconforts religieux et de renier sa foi républicaine. Pernice, devenu fou en prison, se suicide quelques années plus tard.

## Réactions
L'exécution de Barsanti suscita l'indignation auprès des factions républicaines et anarchiste. Le Gazzettino Rosa, journal d'Achille Bizzoni et de Felice Cavallotti, prit position contre la monarchie et Cavallotti composa une ode en l'honneur du condamné. Mazzini, apprenant la mort de Bersanti alors qu'il était emprisonné à Gaeta, souligna le courage du jeune militaire et invita à ne pas oublier son martyre. De plus, de nombreux cercles républicains et internationalistes naquirent qui portèrent son nom avant d'être dissous après l'attentat de l'anarchiste Giovanni Passannante contre le roi Humbert Ier d'Italie.

## Sources
- (it) Cet article est partiellement ou en totalité issu de l’article de Wikipédia en italien intitulé « Pietro Barsanti » (voir la liste des auteurs).
- (it) « Barsani, Pietro », sur le site de Encyclopédie Treccani.
- (it) « Il primo martire della Repubblica (Il pensiero mazziniano -  Periodici dell'Associazione Mazziniana Italiana - 25 Maggio 1966) ».